# Libardo Niño
Libardo Niño Corredor (* 26. September 1968 in Paipa, Kolumbien) ist ein kolumbianischer Radrennfahrer.
Libardo Niño fuhr im Jahr 2000 für Aguardiente Nectar-Selle Italia. Im darauf folgenden Jahr konnte er einen Tagesabschnitt der Kolumbien-Rundfahrt für sich entscheiden. In der Saison 2005 gewann er diese Rundfahrt dann. Später im Herbst gewann er die Gesamtwertung der Doble Copacabana in Bolivien. Im Frühjahr 2006 sicherte sich Niño bei der kolumbianischen Straßen-Radmeisterschaft zum ersten Mal den Zeitfahrtitel. In der Gesamtwertung der UCI America Tour 2006 belegte er den siebten Rang. 2007 wurde er bei einer Dopingkontrolle positiv auf EPO getestet und für zwei Jahre gesperrt. 2010 siegte er in der Vuelta a Cundinamarca, wurde aber nachträglich wegen Dopings disqualifiziert.

## Palmarès
1995
- eine Etappe Vuelta a Colombia

2000
- Gesamtwertung Vuelta a Boyacá

2001
- eine Etappe Vuelta a Colombia
- Gesamtwertung Clásico Ciclístico Banfoandes

2002
- Gesamtwertung Vuelta a Boyacá

2003
- eine Etappe Vuelta a Guatemala
- eine Etappe und Gesamtwertung Vuelta a Colombia

2004
- drei Etappen Vuelta a Costa Rica
- zwei Etappen und Gesamtwertung Vuelta a Colombia

2005
- Gesamtwertung Vuelta a Antioquia
- zwei Etappen und Gesamtwertung Doble Copacabana Grand Prix Fides
- eine Etappe und Gesamtwertung Vuelta a Colombia
- Gesamtwertung Clásico RCN

2006
- Gesamtwertung Vuelta a Antioquia
- eine Etappe Vuelta a Colombia
- zwei Etappen Vuelta a El Salvador
- Kolumbianischer Meister – Einzelzeitfahren

2007
- eine Etappe Doble Copacabana Grand Prix Fides
- Panamerikanischer Meister – Einzelzeitfahren

2009
- eine Etappe und Gesamtwertung Vuelta Ciclista Chiapas

2011
- eine Etappe International Presidency Tour

## Teams
- 1994 Kelme
- 1995 Kelme
- 1996 Kelme
- 1997 Gaseosas Glacial
- 1998 Aguardiente Nectar-Selle Italia
- 1999 Aguardiente Nectar-Selle Italia
- 2000 Aguardiente Nectar-Selle Italia

- 2005 Lotería de Boyaca

- 2007 Coordinadora-Empresa de Energía eléctrica de Boyacá

- 2009 Ebsa Colombia

- 2011 LeTua Cycling Team